# Romy Schmidt
Romy María Schmidt Crnosija (18 de noviembre de 1965) es una abogada, académica, investigadora y política chilena de origen croata (isla Ugljan). Fue ministra de Bienes Nacionales de la presidenta Michelle Bachelet desde el 11 de marzo de 2006 hasta el 6 de enero de 2010.

## Estudios
Realizó sus estudios secundarios en el Liceo Manuel de Salas de Santiago. Posteriormente estudió derecho en la Universidad Central de Chile, graduándose en el año 1994 tras la presentación de la memoria de prueba titulada Estabilidad en el empleo. Más tarde, obtuvo un magíster sobre discapacidad en la Universidad de Salamanca, España (1997).

## Vida política
Entre 1998 y 1999 ejerció como consultora externa de la Organización Internacional del Trabajo (OIT).
Desde 1997 hasta 2005 fue profesora titular de los cursos de derecho laboral en la Escuela de Ingeniería en Obras Civiles de la Universidad Central y de legislación sobre discapacidad en la Escuela de Terapia Ocupacional de la Universidad Mayor.
Desde 2002 fue fiscal del estatal Fondo Nacional de la Discapacidad (Fonadis), siendo la encargada de la labor legislativa que la entidad llevaba adelante con el Congreso Nacional.
En 2004 fue asesora del Ministerio Secretaría General de Gobierno y de la vicepresidencia de la Junta Nacional de Jardines Infantiles (Junji).
Tras su ministerio fue nombrada por Bachelet, a comienzos de 2010, como la primera directora del Museo de la Memoria y los Derechos Humanos.
En mayo de 2013 se incorporó como vocera al comando de Bachelet, en el marco del intento de ésta de llegar por segunda vez a la presidencia de la República.
Militante del Partido por la Democracia (PPD), estuvo casada con el sociólogo y político de la misma tienda, Antonio Leal.

## Nota
1. ↑  En idioma croata se escribe Crnošija y se pronuncia tsernóshia.

- Datos: Q7363398